# Soma Taishi
Taishi Soma (sinh ngày 2 tháng 2 năm 1993) là một cầu thủ bóng đá người Nhật Bản.

## Sự nghiệp câu lạc bộ
Taishi Soma đã từng chơi cho Kashiwa Reysol.